# Pierre Louis Auguste Caron
Pour les articles homonymes, voir Caron.
Pierre Louis Auguste Caron (25 juin 1774 à Brunehamel en Picardie - 9 mai 1832 à Paris) était un militaire français des XVIIIe et XIXe siècles.

## Biographie

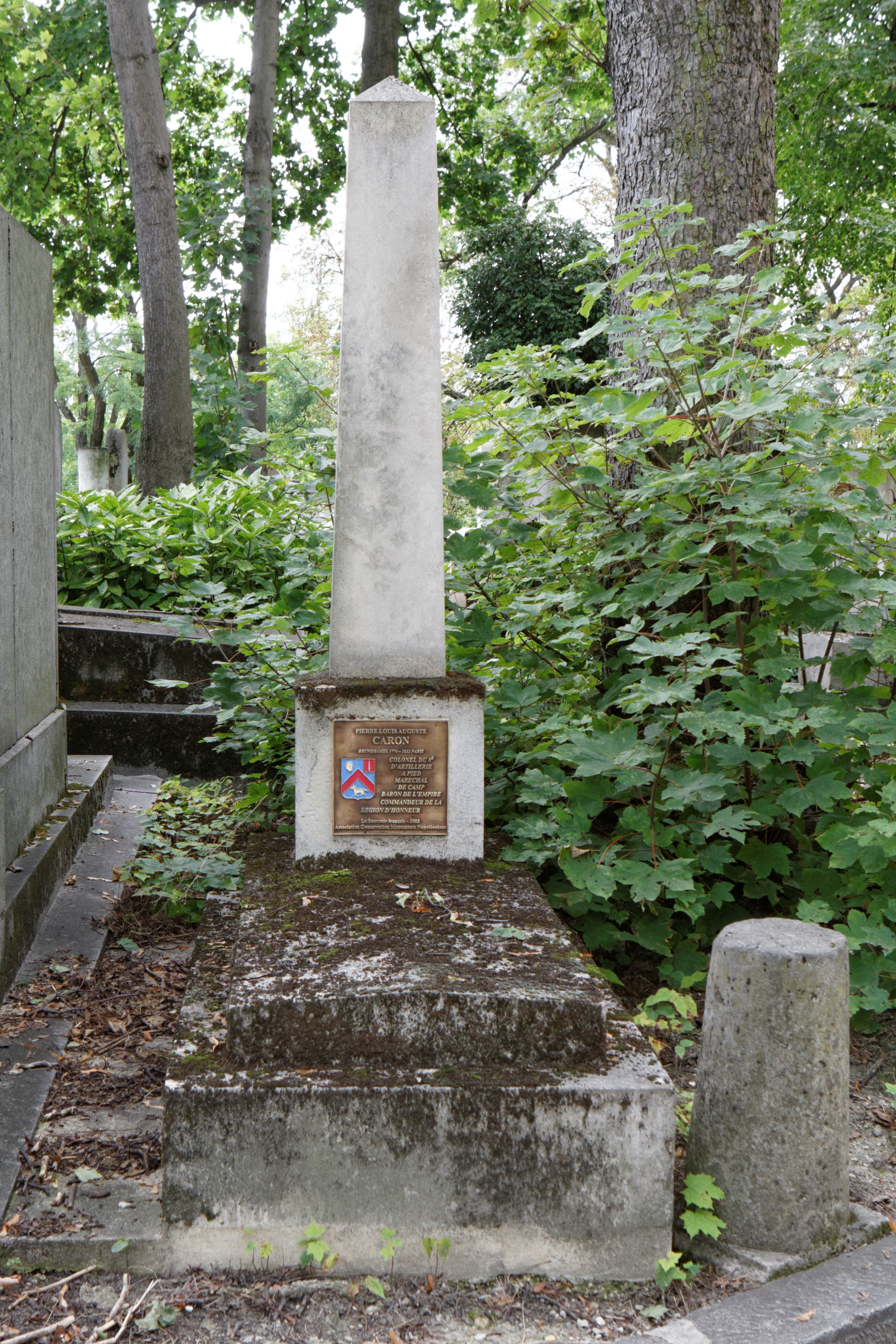
Tombe au cimetière du Père-Lachaise.

Canonnier dans le régiment d'artillerie de La Fère  (1er) le 30 avril 1790, Pierre Louis Auguste Caron passa le 15 avril 1793 dans la 3e compagnie d'artillerie à cheval, qui forma le noyau du 6e régiment de la même arme, et où il devint maréchal-des-logis le 21 nivôse an III, lieutenant en second le 1er vendémiaire an IV, et lieutenant en premier le 3 messidor an V.
Il fait les guerres de 1792 à l'an V aux armées de Sambre-et-Meuse et de la Moselle, et celles de l'an VI à l'an IX à l'armée d'Italie.
Capitaine le 16 pluviôse an X, et embarqué pour l'expédition de Saint-Domingue, il rentre en France le 6 floréal an XII, et obtint les 12 et 25 prairial de cette année le brevet de chef d'escadron, et celui de membre de la Légion d'honneur.
Après les campagnes des ans XII et XIII à l'armée des côtes de l'Océan, il sert de l'an XIV à 1807 en Allemagne, en Prusse (1806) et en Pologne (1807).
Officier de la Légion d'honneur le 14 mai 1807, et nommé le 10 septembre suivant major du 8e régiment d'artillerie à pied, il alla servir à l'armée d'Espagne en 1809, et fait partie à la fin de 1810 de l'armée de réserve réunie à Bayonne.
Colonel le 29 janvier 1812, et employé à l'état-major de l'artillerie du 6e corps de la Grande Armée, il fait les campagnes en Russie (1812), en Pologne et en Saxe (1813), et est blessé à la bataille de Lützen.
Le 1er octobre 1813, il prend le commandement du 8e régiment d'artillerie à pied, à la tête duquel il fait la campagne de France (1814).
Chevalier de Saint-Louis le 19 juillet 1814, et commandeur de la Légion d'honneur le 17 janvier 1815, il conserve sa position sous les deux Restaurations. Mis en non-activité le 1er mai 1816, placé le 11 avril 1817 à la tête de la direction d'artillerie de Rochefort il la quitte le 1er décembre 1818 pour celle de Valenciennes.
Le roi l'admet à la retraite le 20 mars 1822, et lui accorde le grade de maréchal-de-camp honoraire le 22 mai suivant. Napoléon Ier lui avait conféré le titre de baron de l'Empire à la fin de 1813.
Il est mort à Paris le 9 mai 1832 et est inhumé au cimetière du Père-Lachaise (29e division).

## Titres
- Chevalier de l'Empire (lettres patentes du 15 juillet 1810[2]), puis ;
- Baron de l'Empire (lettres patentes du 9 octobre 1813[2]).

## Décorations
- Légion d'honneur :
  - Légionnaire (25 prairial an XII), puis,
  - Officier (14 mai 1807), puis,
  - Commandeur de l'ordre royal de la Légion d'honneur (17 janvier 1815) ;
- Ordre royal et militaire de Saint-Louis :
  - Chevalier (19 juillet 1814).

## Armoiries
| Figure | Blasonnement |
|        | Armes du baron Caron et de l'Empire D'azur, au chevron de gueules accompagné en pointe d'un cheval courant d'or et en chef d'une tête de Maure du même ; au franc quartier des barons tirés de l'armée. OU D'azur au chevron cousu de gueules accompagné en chef de deux têtes de Maures, d'or, et en pointe d'un cheval libre, galopant, du même ; Franc-quartier des barons tirés de l'armée, brochant au 9e de l'écu. |